# Криспендорф
Криспендорф (нем. Crispendorf) — община в Германии, в земле Тюрингия. 
Входит в состав района Заале-Орла. Подчиняется управлению Ранис-Цигенрюк.  Население составляет 406 человек (на 31 декабря 2010 года). Занимает площадь 11,31 км².